# Critique macédonienne de la pensée française
Critique macédonienne de la pensée française (en russe : Македонская критика французской мысли) est une nouvelle de l'écrivain russe Viktor Pelevine publié en Russie en 2003, qui fait partie d'un recueil intitulé DPP (NN), dont les lettres sont les initiales du titre russe Dialektika perekhodnovo Perioda is Niotkouda v Nikouda (Диалектика Переходного Периода из Ниоткуда в Никуда) qui signifie en français Dialectique de la période de transition de nulle part à nulle part. 
Lors d'un interview, à la question : « Pourquoi vous-êtes vous intéressé autant à écrire, par exemple, sur Jean Baudrillard et Jacques Derrida ? », Pelevine répond : « Il m'a semblé intéressant de faire de ces intellectuels les héros d'un texte résolument non-intellectuel. C'est comme quand on a nommé Arnold Schwarzenegger gouverneur de Californie mais en sens inverse »,.
En 2007 les éditions Eksmo publient une édition éponyme qui comprend, outre la nouvelle Critique macédonienne de la pensée française , onze autres nouvelles de l'auteur. Cette édition a fait l'objet de plusieurs réimpressions,.
Liste des 12 nouvelles : 
- De l'origine des espèces
- Sigmund au café
- Le révélation de Kräger
- L'arme de la vengeance
- La Variante grecque
- Time-out ou les lumignons d'outre-tombe
- Critique macédonienne de la pensée française
- Un «vogue »
- Akiko
- Groupe de discussion
- L'invité à la fête Bon
- Notes sur la recherche du vent

Les éditeurs russes ont également réuni en un volume ces nouvelles et le roman intitulé Tchisla (Les Nombres), qui n'apparaît pas dans la version française des éditions Denoël.

## Sujet
La nouvelle qui débute le recueil, De l'origine des espèces, nous présente Charles Darwin enfermé dans l'obscurité des cales d'un cargo, obligé de faire face à l'agressivité d'un orang-outan, puis d'un gorille. Cela l'amène à devoir prouver dans la pratique sa théorie de l'évolution des espèces en prenant le dessus sur les deux singes qui l'agressent, qui sont physiquement plus développés, mais qu'il parvient à supprimer à main nues.
La nouvelle qui donne son nom au recueil Critique macédonienne de la pensée française est la plus importante en longueur, parmi les 12 nouvelles regroupées. Le protagoniste de cette dernière est un homme d'affaires tatare, Nasyk Nastratoulovitch Nafikov, surnommé Kika, fils d'un magnat du pétrole, né en Russie mais qui a grandi et a été éduqué en Europe. En France en particulier. Kika devient très riche après l'assassinat de son père. 
Son nom est dérivé de la chaîne de télévision allemande pour enfants KI.KA. Cet assassinat est probablement le fait d'un sniper surnommé Choura de Macédoine
« à cause de son talent extraordinaire pour le tir à la macédonienne : faire feu des deux mains, sans viser » . C'est de là que provient la qualification de la critique dans le titre de l'ouvrage qui vise, suivant une technique similaire, à déboulonner de leur piédestal les plus grands philosophes français du XXe siècle. L'éducation à la philosophie que Kika a suivi à la Sorbonne donne ses fruits, mais Kika développe une obsession haineuse à l'égard de la philosophie française. Il se considère lui-même comme un grand penseur et commence à publier des ouvrages pseudo-philosophiques dirigés contre de grands écrivains philosophes : Jean Baudrillard , Jacques Derrida et d'autres encore. Ses travaux reçoivent des évaluations contradictoires. 
L'ouvrage le plus réputé de Kika est Critique macédonienne de la pensée française, dans lequel il décrit le développement d'une idée obsessionnelle. L'essence de sa conviction réside dans l'idée qu'après la mort d'un homme il subsiste de lui quelque chose qui survit dans la mesure du travail et de la souffrance qu'il a connu durant sa vie. Il appelle ce qui subsiste en russe le Tchelovekoneft que l'on peut traduire par pétrole humain qui est incarné par la circulation de la masse monétaire et des marchandises. L'origine du raisonnement est une comparaison avec les nappes pétrolières enfouies dans la terre et qui proviennent des éléments biologiques végétaux et animaux datant de plusieurs millénaires. Après l'effondrement de l'URSS ce pétrole humain a commencé à être prélevé à partir de l'Europe occidentale et continue de l'être aujourd'hui. 
La tâche du Goulag était de créer un réservoir alternatif de matière pétrohumaine sans communication avec celui qui se trouvait sous le contrôle des requins financiers de l'Occident. Les comparaisons que Kika établit entre les matières pétrohumaines se réfèrent à la distinction entre les différentes sortes de pétrole 
suivant leur teneur en soufre variable en fonction de leur origine : l'Oural, L'Irak, l'Algérie, le Brent de la mer du Nord.
Toujours est-il que Kika, avec sa formation européenne et ses origines tatares, croit sincèrement pouvoir sauver à la fois l'Europe du flux du petrohumain eurasiatique en rétablissant un équilibre entre les sources de différentes origines et la Russie en réapprovisionnant sa part de réserves de petrohumain.  
À cette fin Kika loue une usine de chaussure dans les faubourgs de Paris où s'organise un système de torture physique sadomasochiste de personnes dénudées et attachées au sol. Chacune voit défiler sur un écran des extraits des textes de Jacques Lacan, Michel Foucault, Jean Baudrillard, Jacques Derrida, Michel Houellebecq et d'« autres titans de la pensée ». Chaque fois qu'un extrait de Surveiller et punir de Michel Foucault apparaît devant l'un des condamnés, un robot vient le frapper de verges de nylon sur ses fesses dénudées. Ces faits arrivent à la connaissance d'Interpol mais Kika parvient à s'échapper. La suite de son destin reste inconnue.  

## Opinions
Dmitri Bykov:
Je n'aime pas du tout la philosophie française de la seconde moitié du XXe siècle ( et en général de tout le XXe siècle, j'ose le dire) et ceci pour les raisons que Pelevine expose exhaustivement dans son ouvrage Critique macédonienne de la pensée française. Parmi tous ces auteurs je distinguerais peut être Michel Foucault, mais Baudrillard et Derrida me plongent généralement dans un profond ennui.
Pelevine cherche le vide où qu'il se trouve. Mais ce serait une erreur de dire qu'il le voit partout. Par contre, où qu'il se trouve, il le démasque instantanément... Ses idées sur les plans de carrière et la réussite personnelle , sur la philosophie postindustrielle apparaissent dans Homo zapiens (Génération P) et ici dans Critique macédonienne de la pensée française